# Adele Fátima
Adele Fátima Hahlbohm (Rio de Janeiro, 17 de fevereiro de 1954) é uma dançarina, atriz e modelo brasileira.

## Biografia
Filha de mãe brasileira e pai alemão, Adele Fátima iniciou sua carreira aos 17 anos, participando do show de mulatas comandado por Osvaldo Sargentelli. Uma propaganda das Sardinhas 88 que Adele estrelou em 1978, dançando de biquíni, fez muito sucesso à época.
Também em 1978, já bastante conhecida, foi convidada por Albert Broccoli e participou da filmagem de Moonraker, da série 007, no papel de uma bond girl brasileira. Embora seu nome e foto tenham constado nos créditos e na divulgação do filme, as cenas em que aparecia foram cortadas da edição final, quando a imprensa brasileira noticiou rumores de que estaria tendo um caso com o ator que fazia James Bond, Roger Moore, fato nunca confirmado. As cenas foram refeitas com a atriz Emily Bolton.
Em 1979, interpretou a protagonista Clara das Neves de Histórias Que Nossas Babás não Contavam, uma paródia sensual da história da Branca de Neve. O filme foi um sucesso de público nos cinemas brasileiros e também na televisão, sendo exibido constantemente nas sessões noturnas do SBT na década de 1980.

## Mocidade
Em 1974 ou 1975, fez sua estreia na escola de samba Mocidade na Ala Oba-Oba, do Sargentelli. Em 1981, fez sua estreia desfilando à frente da bateria da escola, onde permaneceu nos anos: 1982 (quando desfilou com 6 meses de gestação), 1983 e 1984.

## Filmografia

### Cinema
| Ano  | Título                                                  | Personagem                | Direção              |
| ---- | ------------------------------------------------------- | ------------------------- | -------------------- |
| 1975 | Com as Calças na Mão                                    | Joana                     | Carlo Mossy          |
| 1976 | O Flagrante                                             |                           | Reginaldo Faria      |
| 1976 | As Massagistas Profissionais                            | Rosa                      | Carlo Mossy          |
| 1977 | Os Amores da Pantera                                    | Nara                      | Jece Valadão         |
| 1977 | As Granfinas e o Camelô                                 | Hilda, a vedete           | Ismar Porto          |
| 1978 | A Dama do Lotação                                       | sambista (não creditada)  | Neville de Almeida   |
| 1978 | O Homem de Seis Milhões de Cruzeiros contra as Panteras | Gata                      | Luís Antônio Piá     |
| 1978 | Manicures a Domicílio                                   | Conceição                 | Carlo Mossy          |
| 1979 | 007 Contra o Foguete da Morte                           | Manuela (cenas deletadas) | Lewis Gilbert        |
| 1979 | Histórias Que Nossas Babás Não Contavam                 | Clara das Neves           | Osvaldo de Oliveira  |
| 1986 | Fulaninha                                               |                           | David Neves          |
| 1987 | No Rio Vale Tudo                                        | Mulher de Vinicius        | Philippe Clair       |
| 1988 | As Divas Negras do Cinema Brasileiro                    | Ela mesma                 | Vik Birkbeck         |
| 1988 | Natal da Portela                                        | Dona Lota                 | Paulo César Saraceni |
| 1999 | O Viajante                                              | Prostituta                | Paulo César Saraceni |
| 2018 | Histórias Que Nosso Cinema (Não) Contava                | arquivo fotográfico       | Fernanda Pessoa      |

### Televisão
| Ano  | Título                  | Personagem | Emissora   |
| ---- | ----------------------- | ---------- | ---------- |
| 1993 | Agosto                  | Zuleika    | Rede Globo |
| 1994 | Memorial de Maria Moura | Cafetina   | Rede Globo |